# Toon
史蒂夫·傑克遜遊戲出版的卡通風格角色扮演遊戲，設計者是格雷格·柯斯特恩，發展是瓦倫·史別克特，遊戲風格就像標準的華納兄弟卡通系列，玩家扮演卡通人物，打不死，就算受了非常理的傷害在移出場上幾分鐘內就又可以回到場上。

## 連結
Toon卡通風角色扮演遊戲（页面存档备份，存于）